# Општина Рошија де Секаш (Алба)
Рошија де Секаш (рум. Roşia de Secaş) општина је у Румунији у округу Алба.
Општина се налази на надморској висини од 347 m.